# Gibbs Island
Gibbs Island – wyspa położona 20 km na południowy zachód od Elephant Island, w archipelagu Szetlandów Południowych. Jej obecna nazwa została użyta po raz pierwszy w 1825 przez brytyjskiego kapitana Jamesa Weddella.
Na wyspie znajduje się grób niemieckiego żeglarza, epitafium na nim brzmi:
„Wilhelm Tolz, Matrose aus Husum, 1875–1912. Durch fremde Hand ertrunken. Ruhe in Frieden”.